# 小野賢二
小野 賢二（おの けんじ、1936年6月10日 - 2005年10月14日）は、日本の経営者。

## 経歴
愛知県出身。1959年に早稲田大学政治経済学部経済学科を卒業し、同年に国土計画に入社。1985年に西武トラベル社長に就任し、1988年6月に西武鉄道取締役と西武ハイヤー社長に就任。1993年に西武ライオンズの取締役に就任し、翌年には球団代表に就任した。1998年に球団社長も兼務したが2000年に松坂問題の責任を取る形で球団社長を辞任し、2003年には体調不良により球団代表を辞任した。
2005年10月14日、脳腫瘍のため死去。69歳没。